# Palacio de Urbasa
El Palacio de Urbasa o del Marqués de Andía es una construcción del siglo XVII situada en la Venta de Urbasa, un lugar del municipio Valle de Yerri, de la Comunidad Foral de Navarra (España). El lugar está en la Sierra de Urbasa.

## Historia
Construido a finales del siglo XVII por Juan Ramírez de Baquedano, segundo marqués de Andía, el cual ostentaba la jurisdicción civil y criminal en los montes de Urbasa y Andía. Fue el fiscal del reino quien urgió al Tribunal del Real Consejo para que ordenase al marqués fabricar esta casa y cárcel. 
Ningún miembro de la familia Baquedano habitó en el palacio, el cual en cambio sirvió de residencia a los caseros de los marqueses. así como al capellán de la capellanía-abadía. Con el tiempo, el palacio se convirtió en el refugio de todo transeúnte de Urbasa y de pastores y ganaderos. La casa fue comprada por Juan Echávarri, un industrial maderero de Olazagutía, que remozó el edificio y sus alrededores, convirtiéndolo en hostal o venta. Finalmente fue vendido a la Diputación Foral de Navarra. Esta estudió convertir el edificio en hotel, pero finalmente el proyecto fue abandonado.

## Descripción
Edificio rectangular articulado en cuatro cuerpos ensamblados. Cada uno de los ángulos se encuentra flanqueado por torres mochas, convergiendo el resto del edificio a un patio central. El zaguán es un porche abierto con elegante arcada de piedra labrada. La fachada ostenta el escudo de armas de los Baquedano esculpido en piedra al gusto barroco.

## Conservación
Actualmente se encuentra en estado de abandono y sujeto a vandalismo.